# Список наград и номинаций фильма «Фанни и Александр»

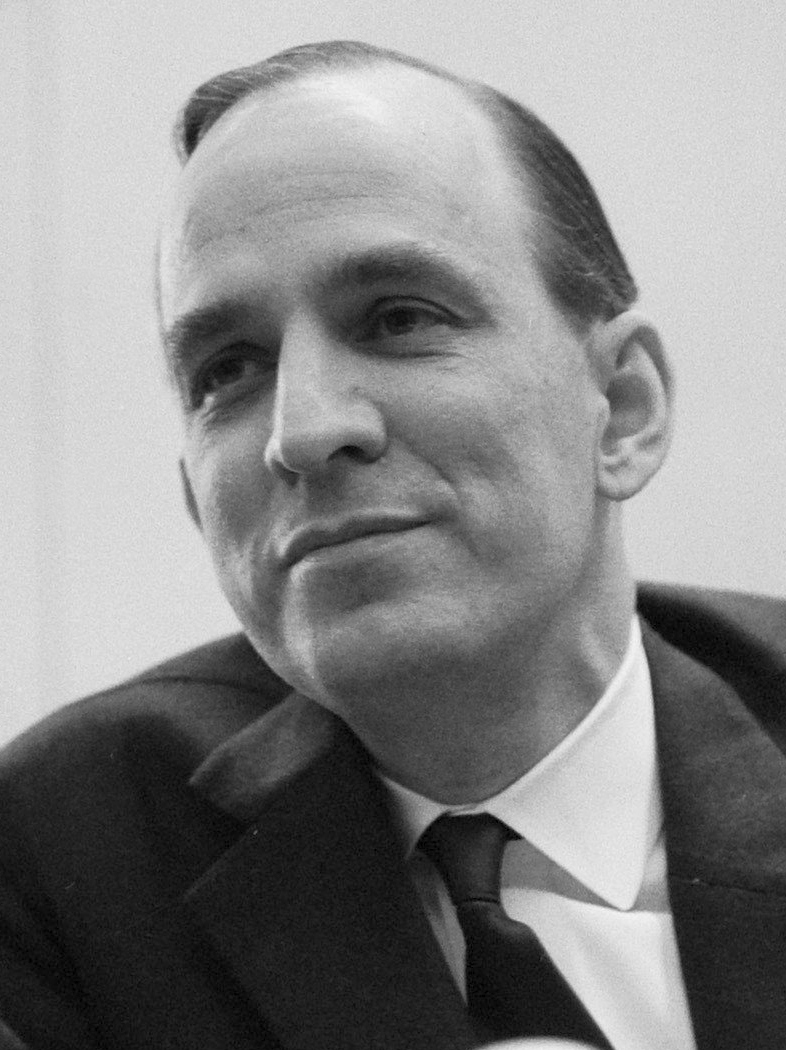
Режиссёр фильма Ингмар Бергман

«Фанни и Александр» (швед. Fanny och Alexander) — фильм 1982 года шведского кинорежиссёра Ингмара Бергмана. Главные роли исполнили Ева Фрёлинг, Пернилла Альвин и Бертил Гуве. Действие фильма происходит в шведском городе Уппсала. После смерти отца детей Александра и Фанни их мать выходит замуж за епископа, который начинает сурово воспитывать Александра из-за его воображения. Прототипами героев фильма Александра, Фанни и отчима Эдварда был сам Бергман, его сестра Маргарета и их отец Эрик.
На 56-й церемонии вручения премии «Оскар» фильм получил награды в категориях «Лучший фильм на иностранном языке», «Лучшая операторская работа», «Лучший дизайн костюмов» и «Лучшая работа художника-постановщика».
Также фильм получил две номинации в категориях «Лучший режиссёр» и «Лучший оригинальный сценарий». «Фанни и Александр» стала третьей и последней победой Бергмана в категории «Лучший фильм на иностранном языке» после «Девичьего источника» (1960) и «Сквозь тусклое стекло» (1961). Фильм также получил премии BAFTA в категориях «Лучшая операторская работа», «Лучший неанглоязычный фильм» и «Лучший дизайн костюмов».
На сайте-агрегаторе рецензий Rotten Tomatoes фильм получил рейтинг одобрения 100 % на основе 45 отзывов. Сайт-агрегатор Metacritic присвоил фильму 100 баллов из 100 на основе 8 отзывов, что соответствует статусу «в целом положительные отзывы».
В общей сложности фильм получил 12 номинаций и 25 побед на различных кинофестивалях.

## Награды и номинации
| Награда                                | Категория                                 | Номинанты и получатели      | Результат | Ист.                |
| -------------------------------------- | ----------------------------------------- | --------------------------- | --------- | ------------------- |
| Оскар                                  | Лучший фильм на иностранном языке         | Фанни и Александр           | Победа    | [ 4 ] [ 9 ]         |
| Оскар                                  | Лучшая операторская работа                | Свен Нюквист                | Победа    | [ 4 ] [ 9 ]         |
| Оскар                                  | Лучший дизайн костюмов                    | Марик Вос-Лунд              | Победа    | [ 4 ] [ 9 ]         |
| Оскар                                  | Лучшая работа художника-постановщика      | Анна Асп                    | Победа    | [ 4 ] [ 9 ]         |
| Оскар                                  | Лучший режиссёр                           | Ингмар Бергман              | Номинация | [ 4 ] [ 9 ]         |
| Оскар                                  | Лучший оригинальный сценарий              | Ингмар Бергман              | Номинация | [ 4 ] [ 9 ]         |
| BAFTA                                  | Лучшая операторская работа                | Свен Нюквист                | Победа    | [ 4 ] [ 6 ]         |
| BAFTA                                  | Лучший неанглоязычный фильм               | Ингмар Бергман, Йорн Доннер | Номинация | [ 4 ] [ 6 ]         |
| BAFTA                                  | Лучший дизайн костюмов                    | Марик Вос-Лунд              | Номинация | [ 4 ] [ 6 ]         |
| Британское общество кинематографистов  | Лучшая операторская работа                | Свен Нюквист                | Победа    | [ 4 ]               |
| Сезар                                  | Лучший иностранный фильм                  | Фанни и Александр           | Победа    | [ 4 ] [ 10 ]        |
| David di Donatello                     | Лучший иностранный фильм                  | Ингмар Бергман              | Победа    | [ 4 ] [ 11 ]        |
| David di Donatello                     | Лучший иностранный режиссёр               | Ингмар Бергман              | Победа    | [ 4 ] [ 11 ]        |
| David di Donatello                     | Лучший сценарий иностранного фильма       | Ингмар Бергман              | Победа    | [ 4 ] [ 11 ]        |
| David di Donatello                     | Лучший иностранный продюсер               | Ингмар Бергман              | Номинация | [ 4 ] [ 11 ]        |
| Гильдия режиссёров Америки             | Выдающиеся режиссерские достижения в кино | Ингмар Бергман              | Номинация | [ 4 ] [ 12 ]        |
| Французский синдикат кинокритиков      | Лучший иностранный фильм                  | Ингмар Бергман              | Победа    | [ 4 ] [ 13 ] [ 14 ] |
| Золотой глобус                         | Лучший зарубежный фильм                   | Фанни и Александр           | Победа    | [ 4 ] [ 15 ]        |
| Золотой глобус                         | Лучшая режиссерская работа                | Ингмар Бергман              | Номинация | [ 4 ] [ 15 ]        |
| Золотой жук                            | Лучший фильм                              | Фанни и Александр           | Победа    | [ 4 ] [ 11 ]        |
| Золотой жук                            | Лучшая режиссура                          | Ингмар Бергман              | Победа    | [ 4 ] [ 11 ]        |
| Золотой жук                            | Лучший актёр                              | Ярль Кулле                  | Победа    | [ 4 ] [ 11 ]        |
| Серебряная лента                       | Лучший зарубежный режиссёр                | Ингмар Бергман              | Победа    | [ 4 ]               |
| Ассоциация кинокритиков Лос-Анджелеса  | Лучшая операторская работа                | Свен Нюквист                | Победа    | [ 4 ] [ 16 ]        |
| Ассоциация кинокритиков Лос-Анджелеса  | Лучший зарубежный фильм                   | Ингмар Бергман              | Победа    | [ 4 ] [ 16 ]        |
| Национальный совет кинокритиков США    | Лучший фильм на иностранном языке         | Швеция                      | Победа    | [ 4 ] [ 17 ]        |
| Национальный совет кинокритиков США    | Топ зарубежных фильмов                    | Фанни и Александр           | Победа    | [ 4 ] [ 17 ]        |
| Национальное общество кинокритиков США | Лучший фильм                              | Фанни и Александр           | Номинация | [ 4 ]               |
| Национальное общество кинокритиков США | Лучший режиссёр                           | Ингмар Бергман              | Номинация | [ 4 ]               |
| New York Film Critics Circle           | Лучший режиссёр                           | Ингмар Бергман              | Победа    | [ 4 ] [ 18 ]        |
| New York Film Critics Circle           | Лучший фильм на иностранном языке         | Швеция                      | Победа    | [ 4 ] [ 18 ]        |
| New York Film Critics Circle           | Лучшая операторская работа                | Свен Нюквист                | Номинация | [ 4 ] [ 18 ]        |
| Венецианский кинофестиваль             | Приз ФИПРЕССИ                             | Ингмар Бергман              | Победа    | [ 4 ] [ 19 ]        |
| Ассоциация польских кинематографистов  | Лучший иностранный фильм                  | Ингмар Бергман              | Победа    | [ 4 ] [ 20 ]        |
| ASECAN                                 | Лучший иностранный фильм                  | Ингмар Бергман              | Победа    | [ 4 ]               |
| Кайе дю синема                         | Лучший фильм (Топ 10)                     | Фанни и Александр           | Номинация | [ 4 ] [ 21 ]        |